# Анджело Секкі
Анджело Секкі (італ. Angelo Secchi, 28 червня 1818 — 26 лютого 1878) — італійський священик і астроном, директор обсерваторії Папського Григоріанського університету. Член Паризької Академії наук, іноземний член-кореспондент Петербурзької Академії наук. Серед астрономів Секкі отримав неофіційний титул «батька астрофізики».

## Біографія
Народився в Реджо-нель-Емілія. У 1833 році вступив в орден єзуїтів, здобув освіту в Римському єзуїтському колегіумі. До 1848 року викладав фізику і математику в єзуїтських колегіумах у Лорето та Римі, потім нетривалий час викладав у Стоунігерсті (Англія) і Джорджтаунському університеті (США). З 1849 по 1878 рік — професор астрономії та директор обсерваторії Римського єзуїтського колегіуму.

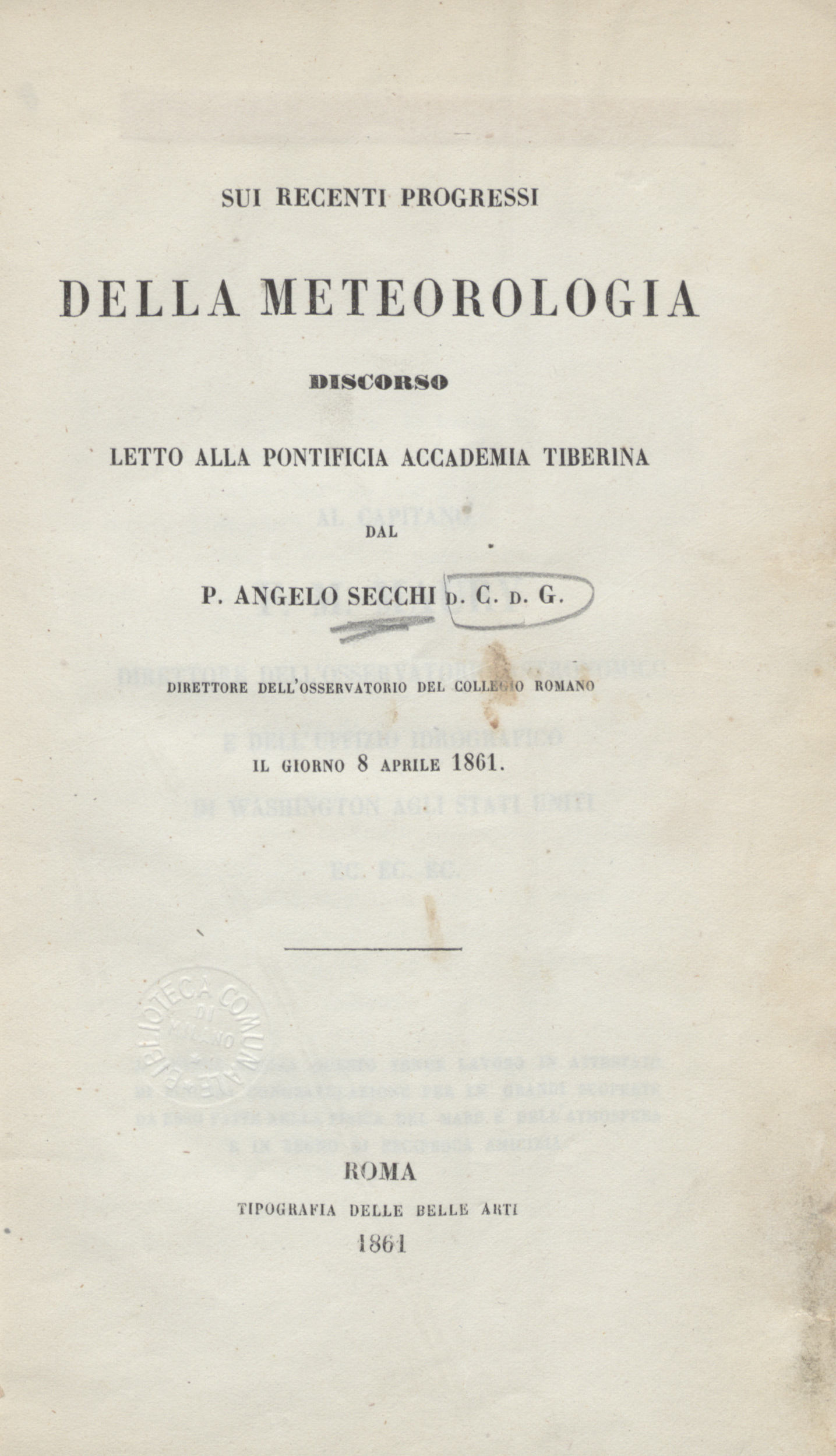
Sui recenti progressi della meteorologia (1861)

Один з піонерів астроспектроскопії. Упродовж 1863—1868 років вивчив спектри близько 4000 зірок; першим висунув ідею класифікації зоряних спектрів і розробив таку класифікацію, розділивши зоряні спектри на чотири основні типи. Ця класифікація залишалася загальновизнаною до введення на початку XX століття Гарвардської класифікації. Виділив також деякі пекулярні спектри, що не вкладалися в звичайну класифікацію (зірки з емісійними лініями, нові). Першим після Йозефа Фраунгофера успішно використовував об'єктивну призму. Вивчав поверхню Сонця (плями, гранули, протуберанці), розробив теорію його будови, засновану на уявленні про газ, що перебуває в стані сильного стиснення. Його погляди на природу Сонця викладені у праці «Сонце» (т. 1-2, 1870), що набула широкої популярності. У 1860 році вперше сфотографував сонячну корону. Одночасно з Вільямом Гаґґінсом виконав перші спектральні спостереження планет, відзначив присутність у червоній ділянці спектра Юпітера смуги поглинання, згодом ототожненої з метаном. У ранній період занять астрономією спостерігав планети (робив замальовки Марса), туманності, подвійні зірки. У 1859 році помітив дві темні лінії на Марсі і дав їм назву «canali» (протоки), прийняте потім Джованні Скіапареллі. Працював також у галузі геодезії, метеорології (прогнозування погоди), земного магнетизму.
Анджело Секкі вимірював у 1865 році прозорість морської води, занурюючи на тросі білий диск діаметром 30 см й зауважуючи глибину, на якій він перестає бути видимим. Ця глибина, виражена в метрах, приймається за міру прозорості води, а сам диск відтоді зветься диском Секкі.
На честь Анджело Секкі названо астероїд 4705 Секкі та два кратера — місячний і марсіанський.